# Равне при Жирех
Равне при Жирех (на словенски: Ravne pri Žireh) е село в Словения, Горенски регион, община Жири. Според Националната статистическа служба на Република Словения през 2002 г. селото има 24 жители.